# Ammothea makara
Ammothea makara är en havsspindelart som beskrevs av Clark, W.C. 1977. Ammothea makara ingår i släktet Ammothea och familjen Ammotheidae. Inga underarter finns listade i Catalogue of Life.